# Pterostichus corrusculus
Pterostichus corrusculus är en skalbaggsart som beskrevs av Leconte 1873. Pterostichus corrusculus ingår i släktet Pterostichus och familjen jordlöpare. Inga underarter finns listade i Catalogue of Life.